# Levenhagen
Levenhagen är en kommun och ort i Landkreis Vorpommern-Greifswald i förbundslandet Mecklenburg-Vorpommern i Tyskland.
Kommunen ingår i kommunalförbundet Amt Landhagen tillsammans med kommunerna Behrenhoff, Dargelin, Dersekow, Hinrichshagen, Mesekenhagen, Neuenkirchen, Wackerow och Weitenhagen.